# Лескеобріум
Лескеобріум (Loeskeobryum) — рід мохів родини Hylocomiaceae.

## Поширення
Ареал охоплює такі частини світу: Європа, Макаронезія, Північна Америка, Азія.
Види:
- Loeskeobryum brevirostre
- Loeskeobryum cavifolium